# George Yeo
George Yong-Boon Yeo (né le 13 septembre 1954), est un ancien homme politique de Singapour. Il siégea au gouvernement de 1991 à 2011 à la tête de différents ministères dont celui des affaires étrangères. Il est désormais dirigeant d'une entreprise hong-kongaise.

## Carrière militaire
Après des études d'ingénierie à l'université de Cambridge, Yeo intégra les Forces armées de Singapour. Il servit d'abord comme officier de transmission dans l'armée de terre de Singapour avant de rejoindre la Republic of Singapore Air Force (RSAF) ou il atteint le grade de Brigadier-général. Il partit ensuite à la Harvard Business School en sortant diplômé d'un Master in Business Administration (MBA) en 1985. De retour à Singapour, il devint chef d'état-major de la RSAF de 1985 à 1986, puis Directeur des opérations conjointes et de la planification au Ministère de la Défense de 1986 à 1988.

## Carrière politique
Membre du Parti d'action populaire (People's Action Party ou PAP, conservateur), il fut élu député en 1991 et devint ministre dans la foulée. Il occupera divers postes ministériels pendant 20 ans. Il fut ainsi  ministre de l'Information et des Arts (91-99), ministre de la Santé (94-97), ministre du Commerce et de l'Industrie (1999-2004) et ministre des Affaires étrangères (2004-2011).
Il fut battu aux élections législatives singapouriennes de 2011, son parti perdant également les élections au profit du Workers' Party (sociaux-démocrates). Il annonça alors se retirer de la politique.

## Carrière post politique
Il rejoignit le Kuok Group comme conseiller puis devint vice-président d'une de ces filiales, le Kerry Group (HK) Pte Ltd en janvier 2012. En août 2012, il est devenu président de Kerry Logistics Network. Il est depuis basé à la fois à Singapour et à Hong Kong.

## Autres activités
Yeo est membre du conseil d'administration du Forum économique mondial, du Berggruen Institute on Governance 21st Century Council et du conseil consultatif international de l'IESE Business School.
Catholique pratiquant, George Yeo a été nommé par le pape François, avec 7 autres laïcs, dans une commission chargée de "la simplification et la rationalisation" des activités économiques et financières du Vatican.